# 董成 (南诏)
董成（?—?），唐代南诏初代皇帝世隆时清平官、诗人，大厘城（今云南省大理市喜洲镇）人。
唐懿宗咸通元年（860年），世隆派他出使成都，他和唐朝剑南西川节度使李福分庭抗礼，说: “皇帝（世隆）奉天命改正朔，请以敌国礼见。”于是被囚禁。后来被唐懿宗下诏召至长安（今陕西省西安市），在便殿赐见。董成对答得体，受到礼遇，慰遣回国。他的诗作传世有《听妓洞云歌》、《思乡作》二首。据说是现在白族董姓的先祖。